# هورشت (اشتاینبورگ)
هورشت (به آلمانی: Horst) یک شهر در آلمان است که در اشتاینبورگ واقع شده‌است. هورشت ۵٬۱۸۵ نفر جمعیت دارد.